# Anticommunisme
Anticommunisme is een politieke grondhouding die zich richt tegen de communistische ideologie en tegen de politiek die uit naam van deze ideologie wordt bedreven. Onder het anticommunisme valt een breed spectrum van ideologieën, waaronder het liberalisme, de christendemocratie, de sociaaldemocratie, de islam, het kapitalisme en het fascisme.
De term wordt wereldwijd gebruikt sinds de Koude Oorlog, waarin de kapitalistische en enkele overgebleven fascistische landen zich vijandig opstelden tegen wat zij noemden 'de expansionistische buitenlandse politiek' van de Sovjet-Unie. In de massale vervolgingen, de deportatie van hele volken en de door de politieke leiders veroorzaakte hongersnoden in met name de Sovjet-Unie en China zagen ze het bewijs dat het communisme in strijd was met de mensenrechten. In deze landen kwamen zo immers miljoenen mensen om - volgens nu algemeen aanvaarde wetenschappelijke cijfers ongeveer 50 miljoen. Ook de Moedjahedien die zich verzetten tegen de bezetting van Afghanistan waren anticommunistisch.
Tijdens het grootste deel van de periode tussen 1950 en 1991 was anticommunisme een van de belangrijkste elementen van de Koude Oorlog en van het beleid van de leiders van de Verenigde Staten met betrekking tot de Sovjet-Unie.

## Achtergrond
Een belangrijk punt van kritiek van anticommunisten is het gebrek aan individuele vrijheid en de vaak gewelddadige repressie van andersdenkenden in landen met een communistische regering. Ze bekritiseren de interpretatie van het concept democratie door communisten (de Volksdemocratie), en protesteren tegen de sociaal-economische programma's van de communisten. Veel communisten spreken deze kritiek tegen door te zeggen dat democratie niet essentieel is voor een geplande economie en om staatskapitalisme te voorkomen, waarin het net zo slecht voor de arbeiders zou zijn als voor de bedrijven.
Na de Oktoberrevolutie in 1917 werden de critici geïnspireerd om de communistische ideologie vanuit een conservatief oogpunt te bevechten. Zo ging het stalinisme in de jaren 1924-1953 gepaard met grove schendingen van de mensenrechten, leidend tot naar schatting 15 miljoen doden door executies en ten gevolge van gevangenschap in kampen; miljoenen doden door hongersnoden zoals de Holodomor; en miljoenen gevangenen in de Goelag, hetgeen de Sovjet-Unie kritiek opleverde van vele liberale communisten, trotskisten en sociaaldemocraten. Tijdens de Spaanse Burgeroorlog stonden in het republikeinse kamp anarchisten en communisten tegenover elkaar, wat onder andere leidde tot gevechten zoals de Meidagen van 1937. Het anticommunisme werd in de jaren twintig en dertig gebruikelijk bij zowel links als rechts.

## Types van anticommunisme
Verschillende mensen hebben het communisme bekritiseerd om verschillende redenen. Conservatieve en liberale critici richten zich vaak op het marxisme of zelfs socialisme als geheel. Ze zien communisme als een doctrine gebaseerd op radicale en onjuiste argumenten. Ze geloven dat het kapitalisme economische vrijheid schenkt aan iedereen (in plaats van enkel de burgerij versus de proletariërs volgens communisten). Ze zien het gebrek aan eigendomsrechten en het ontbreken van vrijheid van meningsuiting als een schending van wat zij verstaan onder mensenrechten.
Anderen fixeren zich op tegenstellingen of fouten in de communistische theorie en gebrekkige koppeling aan de praktijk. Veel anticommunisten vinden dat de theorie minder bekritiseerbaar is dan de daden van communisten zelf. Sociaaldemocraten als Bertrand Russell en anarchistische theoretici als Noam Chomsky beschouwen het communisme als een doctrine met nobele doelen in theorie maar die erin faalt deze theoretische principes in de praktijk om te zetten (hoewel Chomsky opmerkt dat de term anticommunisme vaak bestrijding van links in het algemeen inhoudt).
Het atheïstische karakter van het communisme en de vaak antireligieuze opstelling van communistische landen leidde er ook toe dat veel godsdiensten afwijzend tegenover het communisme kwamen te staan.

## Fascisme en anticommunisme
Fascisme en Sovjet-communisme zijn politieke systemen die tot ontplooiing kwamen na de Eerste Wereldoorlog. Geschiedkundigen van de periode tussen de Eerste en Tweede Wereldoorlog zoals Eric Hobsbawm wezen erop dat de liberale democratie onder zware druk stond in deze periode, het scheen een gedoemde filosofie te zijn. Het succes van de Russische Revolutie van 1917 resulteerde in een korte revolutiegolf in Europa, met name in Duitsland en Hongarije. De socialistische beweging splitste wereldwijd in verscheidene sociaaldemocratische en Leninistische vleugels met de vorming van de Comintern of 'Derde Internationale', wat ernstige debatten binnen sociaaldemocratische partijen veroorzaakte, met als resultaat dat verdedigers van de Russische Revolutie zich afscheurden om in de meeste geïndustrialiseerde en veel niet geïndustrialiseerde landen Communistische Partijen op te richten. Toen deze partijen de acceptatie van de oorlog door de sociaaldemocraten labelden als imperialisme, kregen ze voor veel mensen meer geloofwaardigheid.
Aan het einde van de Eerste Wereldoorlog waren er pogingen en dreigingen tot socialistische opstanden in Europa.
In Duitsland faalde de Spartacusopstand, geleid door Rosa Luxemburg en Karl Liebknecht, in januari 1919.
In Beieren namen de communisten de regering over en riepen de Münchense Sovjetrepubliek uit, die van 1918 tot 1919 stand hield. In Hongarije werd er ook een kortstondige Sovjet-regering in het leven geroepen door Béla Kun in 1919.

## Bekende anticommunisten

### Bekende anticommunisten
- Economen: Eugen von Böhm-Bawerk, Milton Friedman, Friedrich Hayek, Ludwig von Mises.
- Historici: Robert Conquest, François Furet, Paul Johnson, Richard Pipes, Nikolaj Tolstoj.
- Schrijvers: Hannah Arendt, Raymond Aron, Taylor Caldwell, David Caute, Robert Heinlein, Arthur Koestler, Revilo P. Oliver, George Orwell, Ayn Rand, Karel van het Reve, Renate Rubinstein, Aleksandr Solzjenitsyn, Peregrine Worsthorne.
- Religieuze leiders: Werenfried van Straaten, Paus Johannes Paulus II, Francis Spellman, Sun Myung Moon.

### Bekende anticommunistische dissidenten

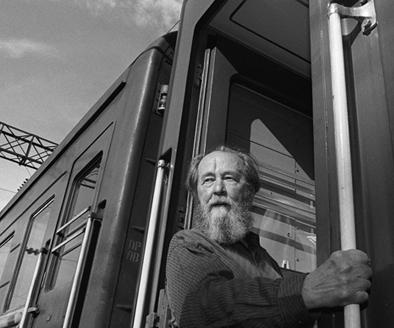
Aleksandr Solzjenitsyn

- Václav Havel - de laatste president van Tsjecho-Slowakije (van 1990 tot 1993) en de eerste president van Tsjechië (van 1993 tot 2003)
- Lech Wałęsa - president van Polen (van 1990 tot 1995)
- Zviad Gamsachoerdia - Georgische dissident tijdens het Sovjetregime, later president van Georgië
- Aleksandr Solzjenitsyn - Russisch schrijver
- Milovan Đilas - Joegoslavische dissident
- Harry Wu - Chinese mensenrechtenactivist
- Wang Youcai - studentenleider gedurende het Tiananmenprotest

### Anticommunistische politici en militairen
- Pieter Willem Botha - premier en president van Zuid-Afrika ten tijde van de apartheid 1978-1989
- Willy Brandt - burgemeester van West-Berlijn
- Zbigniew Brzezinski - Nationaal Veiligheidsadviseur onder president Jimmy Carter, 1977-1980
- Winston Churchill - Brits premier, 1940-45, 1951-55, als minister betrokken bij de Russische Burgeroorlog.
- Ngo Dinh Diem - president van Zuid-Vietnam 1955-1963, vermoord
- Samuel Kanyon Doe - president van Liberia 1980-1990, vermoord
- John Foster Dulles - Amerikaans staatsman en van 1953 tot 1959 de Amerikaanse minister van Buitenlandse Zaken, onder Dwight D. Eisenhower. 1888-1959
- Faisal - koning van Saoedi-Arabië, vermoord in 1975
- Francisco Franco - leider van Spanje 1939-1975, na de Spaanse Burgeroorlog
- Licio Gelli - hoofd van de Italiaanse vrijmetselaarsloge P2
- Joseph Goebbels - minister van propaganda in nazi-Duitsland onder Adolf Hitler 1926-1945
- Barry Goldwater - Amerikaans senator 1953-1964, 1968-1987
- Jesse Helms - Amerikaans senator
- Adolf Hitler - rijkskanselier van nazi-Duitsland 1933-1945
- Miklós Horthy - regent van Hongarije 1920-1944
- Ion Antonescu - leider van Roemenië 1940-1944
- Félix Houphouët-Boigny - president van Ivoorkust 1960-1993[2]
- Chiang Kai-Shek - leider van Republiek China , gevlucht naar Taiwan (1928-1975)
- John F. Kennedy - president van de Verenigde Staten 1961-1963, vermoord
- Jomo Kenyatta - president van Kenia 1964-1978
- Ayatollah Khomeini, geestelijk leider van Iran 1979-1989
- Jeane Kirkpatrick - Amerikaans diplomaat onder Ronald Reagan
- Henry Kissinger - minister van Buitenlandse zaken onder Richard Nixon en Ford
- Arthur Koestler - schrijver en voormalig communist; zijn boek Darkness at Noon ging over de terreur en de schijnprocessen onder Stalin
- Douglas MacArthur - generaal van de Verenigde Staten ten tijde van de Koreaoorlog
- Carl Gustaf Emil Mannerheim - legeraanvoerder van het Witte Leger, later president van Finland (1867-1951)
- Ferdinand Marcos - president van de Filipijnen 1965-1986, bouwde echter in 1975 diplomatieke relaties op met de Volksrepubliek China en de Sovjet-Unie
- Mobutu Sese Seko - president van Zaïre 1965-1997
- Joseph McCarthy - Amerikaans senator 1947-1957
- Benito Mussolini - fascistisch leider van Italië 1922-1944
- Richard Nixon - president van de Verenigde Staten 1969-1974, bouwde een betere band op met de Volksrepubliek China
- Mustafa Kemal Atatürk - De eerste president van de Republiek Turkije.
- Lon Nol - premier (later president) en dictator van Cambodja, afgezet door de Rode Khmer
- Boun Oum - prins van Laos
- Mohammad Reza Pahlavi - sjah van Iran tussen 1953 en 1979, afgezet in de Iraanse revolutie
- George Orwell - Brits schrijver, auteur van Animal Farm en 1984
- George Papadopoulos - leider van Griekenland tussen 1967 en 1974
- Augusto Pinochet - leider van Chili tussen 1973 en 1990; zette de socialistische regering van Salvador Allende af
- Karel van het Reve - Nederlands essayist, hoogleraar Russische literatuur, actief supporter van dissidenten in de Sovjet-Unie en auteur van Het geloof der kameraden
- Ronald Reagan - president van de Verenigde Staten tussen 1981 en 1989
- Syngman Rhee - president van Zuid-Korea tussen 1948 en 1960
- António de Oliveira Salazar - dictator van Portugal tussen 1932 en 1968
- Jonas Savimbi - rebelleerde tegen de marxistische regering van Angola, gedood in een gevecht in 2002
- Ian Smith - eerste minister van Rhodesië, nu Zimbabwe
- Kurt Schumacher - Duits sociaaldemocraat (1895-1952)
- Anastasio Somoza García - president van Nicaragua, vermoord
- Johannes Gerhardus Strijdom - eerste minister van het apartheidsregime in Zuid-Afrika van 1954 tot 1958; verergerde de relaties met de Sovjet-Unie
- Alfredo Stroessner - leider van Paraguay tussen 1954 en 1989
- Soeharto - president van Indonesië
- Pehr Svinhufvud - president van Finland tussen 1931 en 1937
- Robert Taft - Amerikaans senator
- Margaret Thatcher - eerste minister (v) van het Verenigd Koninkrijk tussen 1979 en 1990
- Nguyen Cao Ky - premier (later vicepresident) van Zuid-Vietnam
- Nguyen Van Thieu - president van Zuid-Vietnam tussen 1967 en 1975, nam ontslag enkele dagen voor de val van Saigon
- Rafael Trujillo - leider van de Dominicaanse Republiek, vermoord
- Harry S. Truman - president van de Verenigde Staten van 1945 tot 1953
- Hendrik Frensch Verwoerd - eerste minister van het apartheidsregime in Zuid-Afrika van 1958 to 1966, bedenker van de 'apartheid', vermoord
- Jorge Rafael Videla - Argentijns politiek en militair leider
- Balthazar Johannes Vorster - eerste minister van het apartheidsregime in Zuid-Afrika van 1966 tot 1978
- George Patton - Amerikaans generaal

### Leiders van de Russische antibolsjewiekenbeweging
Leiders van het Witte Leger die gedurende de Russische Burgeroorlog streden tegen de bolsjewieken:
- Anton Denikin
- Pjotr Wrangel
- Aleksandr Koltsjak
- Nikolaj Joedenitsj
- Pjotr Krasnov

### Anticommunistische militanten
- Fanny Kaplan - een vrouw die trachtte Vladimir Lenin te vermoorden
- Luis Posada Carriles - zou in 1976 een Cubaans passagiersvliegtuig opgeblazen hebben, waarbij alle 73 passagiers omkwamen, en bekende ook aanvallen gepland te hebben op toeristische plekken
- Orlando Bosch - een van de Cubaanse terroristen die het bewind van Castro wilden breken
- Stefano Delle Chiaie - een Italiaanse terrorist die verscheidene aanslagen pleegde om daarmee een landelijke verstokte sfeer van anticommunisme in Italië te creëren
- Kenkokukai - Japanse nationalisten die in 1928 de Sovjet-ambassade opbliezen
- Eugène Terre'Blanche - leider van Afrikaner Weerstandsbeweging
- Michael Townley - werkzaam voor de Chileense geheime dienst onder Pinochet
- Osama bin Laden - financieel en logistiek ondersteuner van de moedjahedien in hun gevecht tegen de Sovjet-invasie van Afghanistan